# Бентивольо, Джованни I
Джованни I Бентивольо (итал. Giovanni I Bentivoglio, ок. 1358 — Болонья, 1402) — итальянский аристократ, первый представитель семьи Бентивольо, пришедший к власти в Болонье (1401—1402 гг.).

## Биография
Родился с большой степенью вероятности в 1358 году, сын Антониоло. После периода господства семьи Висконти, Болонья стала общиной, олигарахически управляемой наиболее влиятельными семьями города. В серии столкновений Малатеста с Манфреди и Орделаффи Джованни Бентивольо при поддержке Висконти смог 14 марта 1401 г. завладеть Городским дворцом (il Palazzo Comunale) и обрести наибольшее влияние, заключив мир с Манфреди. Избранный бессменным гонфалоньером, он таким образом положил начало господству Бентивольо в Болонье, которая формально по-прежнему принадлежала Папской области.
После этого Висконти оказались заинтересованными в восстановлении своего влияния в городе и, при поддержке соперничающих с Бентивольо семей (Гоццадини, Галлуцци, Изолани), организовали нападение на город и 26 июня 1402 года одержали победу в битве при Казалеккьо
.
Джованни Бентивольо был растерзан толпой. Согласно другим источникам, 30 июня 1402 года был жестоко убит вражескими солдатами.
Похоронен в церкви Сан Джакомо Миноре.
Состоял в двух браках: с Элизабеттой ди Чино да Кастель Сан-Пьетро (Elisabetta di Cino da Castel San Pietro), от которой имел троих детей (Антон Галеаццо, Эрколе, умерший в 1424 г. в Загонаре, ныне — небольшое поселение в коммуне Луго, и Джованна) и с Маргеритой Гуидотти (Margherita Guidotti). Таким образом Джованни породнился с двумя влиятельными семьями.